# استر لوفگرن
استر لوفگرن (انگلیسی: Esther Lofgren؛ زادهٔ ۲۸ فوریهٔ ۱۹۸۵) قایقران روئینگ اهل ایالات متحده آمریکا است.
وی در مسابقات کشوری و بین‌المللی در مجموع برندهٔ ۳ مدال طلا، ۲ مدال نقره، ۱ مدال برنز شده‌است.